# 10747 Köthen
(10747) Kothen, denumire internațională (10747) Köthen, este un asteroid din centura principală de asteroizi.

## Descriere
10747 Köthen este un asteroid din centura principală de asteroizi. A fost descoperit pe 1 februarie 1989 la Tautenburg de Freimut Börngen. Asteroidul prezintă o orbită caracterizată de o semiaxă mare de 2,24 ua, o excentricitate de 0,12 și o înclinație de 3,5° în raport cu ecliptica.